# Popoloca occidental
El popoloca occidental és una variant de la llengua popoloca parlada a l'estat de Puebla (Mèxic). Comprèn les variants de les viles de San Felipe Otlaltepec i de Santa Inés Ahuatempan, ambdues amb un 75% de mútua intel·ligibilitat.